# Карсовайское (сельское поселение)
Карсова́йское — упразднённое муниципальное образование со статусом сельского поселения в составе Балезинского района Удмуртии.
Административный центр — село Карсовай.
Законом Удмуртской Республики от 17.05.2021 № 49-РЗ к 30 мая 2021 года упразднено в связи с преобразованием муниципального района в муниципальный округ.

## Население
| 2010  | 2012  | 2013  | 2014  | 2015  | 2016  |
| ----- | ----- | ----- | ----- | ----- | ----- |
| 2482  | ↘2401 | ↘2361 | ↘2310 | ↘2228 | ↘2179 |
| 2017  | 2018  | 2019  | 2020  | 2021  |       |
| ↘2088 | ↘2057 | ↘1987 | ↘1914 | ↘1738 |       |

## Населённые пункты
В состав поселения входят следующие населённые пункты:
| Населённый пункт | Население (2007) |
| ---------------- | ---------------- |
| Адам             | 53               |
| Андреевцы        | 302              |
| Базаны           | 201              |
| Васютенки        | 165              |
| Карсовай         | 1846             |
| Киренки          | 31               |
| Коньково         | 9                |
| Максенки         | 21               |
| Марченки         | 98               |
| Мосены           | 62               |
| Мувыръяг         | 9                |
| Новоселы         | 63               |
| Павлушата        | 22               |
| Петровцы         | 33               |
| Порошино         | 0                |
| Север            | 17               |
| Чебаны           | 18               |

## Социальная инфраструктура
В поселении действуют две школы (Андриевцы, Карсовай), школа искусств, центр детского творчества, два садика (Базаны, Карсовай), три библиотеки, три клуба, больница и три фельдшерско-акушерских пункта, комплексный центр социального обслуживания населения. Среди предприятий работают ООО «Россия», кооператив «Рост», Балезинский лесхоз, участок «Глазов-газ».